# 桂姐格格
桂姐格格:320，張氏，名桂姐。清朝康熙帝之嬪御（小福晉），後世文獻稱為庶妃張氏:48。

## 生平
張氏的名字在滿文中記為「Guijiye」（桂姐）。目前並不清楚張氏是在何時、以何情況被康熙帝收為後宮主位，僅知她入宮後被稱為桂姐格格。當代研究者王冕森指出康熙帝祖母太皇太后布木布泰至少在康熙二年和康熙五年為康熙帝選送過內務府女子，認為張氏可能在這一階段被選入宮中:320。
康熙七年（1668年）十一月二十六日亥時，張氏生康熙帝第一女（康熙十年十一月夭折，未序齒）:54。康熙八年（1669年）七月二十八日，太皇太后布木布泰下旨，提升康熙帝嬪御的服緞疋數，張氏晉升為服十八匹緞之格格。康熙十年（1671年），張氏已經晉升為服三十匹緞之小福晉，與董氏、馬佳氏及烏拉那拉氏同為當時康熙帝位下的四位小福晉之一，位分等級低於儲秀宮蒙古格格扎魯特博爾濟吉特氏與新入宮的六位外八旗格格:321。康熙十三年（1674年）二月初十日酉時，張氏生康熙帝第四女（康熙十七年十二月夭折，未序齒）:55。
康熙十六年（1677年）五月二十四日，康熙帝決定對其後宮主位進行第一批的正式冊封，與張氏同為小福晉的董氏、馬佳氏及烏拉那拉氏均被冊封為服三十匹緞之嬪，未知已生二女且在康熙十年已服三十匹緞的張氏為何𣎴在是次冊封之列。《玉牒》僅記張氏為庶妃，她究竟在何時逝世、奉安於何處，是否為某一位已知稱號但不知道姓氏的康熙帝低級嬪御，目前均不得而知:321。根據《口奏綠頭牌白本檔案》的記載，康熙十六年六月初，後宮中除皇后鈕祜祿氏、貴妃佟氏、李氏等七位嬪之外，還有四位貴格格（貴人），其中一位貴格格享嬪級待遇，而此人即為日後的宣妃博爾濟吉特氏。若張氏此時仍在宮中，其位份等級及所享待遇必定低於小福晉級（嬪級），最高僅為貴格格級。

## 備註
1. ↑  「Guijiye」作為女性名字，亦可譯作貴姐[3]。
2. ↑  內務府女子，當指内务府包衣人出身的女子。
3. ↑  服緞疋數是後宮主位、婦差和宮女等後宮人員每年從官方獲得的綢緞數量，不僅可視為她們的基本物質待遇，還可作為衡量尊卑的標桿。